# Västerplana distrikt
Västerplana distrikt är ett distrikt i Götene kommun och Västra Götalands län. 
Distriktet ligger vid Vänern, väster om Götene. 

## Tidigare administrativ tillhörighet
Distriktet inrättades 2016 och utgörs av en del av området som Götene köping omfattade till 1971, delen som före 1967 utgjorde Västerplana socken.
Området motsvarar den omfattning Västerplana församling hade vid årsskiftet 1999/2000.